# Деревенское (Харьковская область)
Деревенское (укр. Деревенське) — село,
Жовтневый Второй сельский совет,
Волчанский район,
Харьковская область, Украина.
Село известно с 1610 года, ликвидировано в 1991 году.

## Географическое положение
Село Деревенское находится на расстоянии в 1 км от границы с Россией, в 2 км от реки Волчья, в 3 км от села Николаевка, к селу примыкает небольшой лесной массив.

## История
- 1991 — село снято с учета в связи с переселением жителей[1].